# Yangbu (köpinghuvudort i Kina, Zhejiang Sheng, lat 29,10, long 119,33)
Yangbu (kinesiska: 洋埠镇) är en köpinghuvudort i Kina. Den ligger i provinsen Zhejiang, i den östra delen av landet, omkring 150 kilometer sydväst om provinshuvudstaden Hangzhou. Antalet invånare är 11 042. Befolkningen består av 5 432 kvinnor och 5 610 män. Barn under 15 år utgör 13,0 %, vuxna 15-64 år 433 %, och äldre över 65 år 15,0 %.
Runt Yangbu är det ganska tätbefolkat, med 144 invånare per kvadratkilometer. Närmaste större samhälle är Huzhen, 5,1 km sydväst om Yangbu. Trakten runt Yangbu består till största delen av jordbruksmark.
Genomsnittlig årsnederbörd är 2 198 millimeter. Den regnigaste månaden är juni, med i genomsnitt 453 mm nederbörd, och den torraste är oktober, med 69 mm nederbörd.